# Parmena algirica
Parmena algirica là một loài bọ cánh cứng trong họ Cerambycidae.